# Maia Weintraub
Maia Mei Weintraub (Filadélfia, 24 de outubro de 2002) é uma esgrimista estadunidense, campeã olímpica.

## Carreira
Weintraub nasceu e cresceu na Filadélfia, Pensilvânia. Ela é judia e filha de Elizabeth Surin, uma advogada de imigração aposentada, uma imigrante de Cingapura, e Jason Weintraub, um entomologista, especialista em mariposas e borboletas. Weintraub frequentou a Friends Select School na Filadélfia. Sua primeira experiência em esgrima aconteceu aos nove anos, quando ingressou na Academia de Esgrima da Filadélfia por sugestão de seus tios Adam e Joshua Weintraub, ambos ex-esgrimistas universitários. Esgrimista de florete, ela ganhou a medalha de ouro no torneio das Olimpíadas Júnior na temporada 2017-18.
Ela venceu o Campeonato Nacional Feminino de Esgrima dos EUA de 2019 e 2023, ficou em segundo lugar no mundo em 2021 no florete feminino nos juniores e venceu o campeonato nacional feminino de florete da NCAA de 2022. Nos Jogos Olímpicos de Verão de 2024, conseguiu o ouro no florete por equipe com Lee Kiefer, Lauren Scruggs e Jacqueline Dubrovich.